# Nyctemera limbalis
Nyctemera limbalis är en fjärilsart som beskrevs av Embrik Strand 1909. Nyctemera limbalis ingår i släktet Nyctemera och familjen björnspinnare. Inga underarter finns listade i Catalogue of Life.